# シビ王
シビ（ŚibiまたはŚibika）は、インドの叙事詩『マハーバーラタ』に登場する人物。多くの仏典に取り入れられ、釈迦が過去世において菩薩として檀（布施）波羅蜜を修行していた時の名とされた。漢訳経典では「尸毘」、「尸毘伽」と音訳される。
「シビ王の捨身」「シビ王と鷹と鳩」などの物語で知られる。

## 逸話

### 鷹と鳩・施身
シビ族にウシーナラという高徳な王がいた。雷神インドラ（帝釈天）と火神アグニは彼を試すために、インドラは鷲に変身し、アグニは鳩に変身した。アグニは鷲から逃げた鳩を演じ、ウシーナラ王のもとに庇護を求めた。
鷲は王に言った。「諸王はあなたのことを法（ダルマ）を本性とするものと言っている。なぜ法に背くことをするのか？」
王は鷲に言った。「この鳩は庇護を求めて来たのだ。この鳩を守らねば、非法（アダルマ）となるだろう。この鳩は震え、救いを求めて私のもとに来た。助けなければ私は非難されるだろう。」
鷲は言った。「すべての生き物は食べ物によって生きている。人は財物を失っても生きるが、食事を捨てたら生きられない。食べ物を奪われたら俺は死ぬ。俺が死ぬと息子や妻も死ぬだろう。あなたがこの鳩を保護すれば多くの生命を殺すことになる。それは法ではなく悪法だ。何ものをも妨げることなき法が真の法だ。」
王は言った。「お前は法をよくわきまえている。しかし庇護を求めてきたものを捨てることは正しいだろうか。お前の目的は食べ物を得ることだが、他の方法によっても、もっと多くの食べ物を得ることができる。牛や猪や鹿や水牛、何でもお前のために用意してやろう。」
鷲は言った。「俺は猪や鹿や水牛なぞ食わぬ。俺のために鳩を放せ。鷲は鳩を食うものなのだ。もしあなたが道理を知っているなら、バナナの幹に登ってはならない（道理に背いてはならない）。」
王は言った。「お前が望むなら、シビ族の王国を統治してもよい。お前の望むものは何でもやろう。しかし庇護を求めて来たこの鳩をやるわけにはいかぬ。私にできることがあったら言ってくれ。」
鷲は言った。「そんなに鳩が愛しいなら、自分の肉を切って、秤にかけて鳩と同じ重さの肉を俺にくれ。俺はそれで満足する。」
王は言った。「今すぐ自分の肉を秤にかけてお前にやる。」
そして、王は自分の肉を切って、鳩とともに秤にのせた。しかし秤の上の鳩はだんだん大きくなっていった。王は自分の肉をさらに切り続け、ついに鳩とつり合う肉が無くなってしまうと、王は自ら秤に乗った。
すると鷲は告げた。「私はインドラで鳩はアグニだ。我々は今日、法に関して汝を試すためにやって来たのだ。自分の身体から肉を切り取るとはすばらしい。この世で汝の名声は永遠に存続するだろう」（『マハーバーラタ』3.130-131）
このマハーバーラタの話は、実はシビの父ウシーナラの物語であるが、写本によってはシビ自身の話としても収められている。
この話は、後世、仏の布施を称賛する比喩として、インド古典集『カター・サリット・サーガラ』や『大智度論』、『賢愚経』、『仏本行経』、『十住毘婆沙論』、『六度集経』など多数の漢訳仏典に好んで引用された。『ジャータカ』、『大智度論』、『賢愚経』、『衆経撰雑譬喩経』、『荘厳経』、『仏本行経』では、シビ自身の話となっている。
『ジャータカ』では、鳩に変身するのはアグニではなくヴィシュウァカルマンとなっており、次のように続く。
自ら秤に乗ったシビ王の姿を見て、インドラは感嘆して言った。「このように試してみたが、王はまったく我が身を惜しまなかった。まさにこの人こそ真の菩薩である。」
それを聞いたヴィシュヴァカルマンは、インドラの神通力でシビ王を元の体に戻すよう懇願すると、インドラは言った。
「私の力は必要ない。王自らの誠の誓願によって、体は元通りになるであろう」
そしてインドラは、菩薩（シビ王）に尋ねた。「あなたは肉を割いて苦しんだが、心が沈むようなことはなかったのか。」
シビ王は言った。「肉は割かれ血は流れても、私の心には怒りなく、悩み沈むこともなく、人に尽くせる喜びがあった。生きとし生けるものすべてを救おうという、この真実の誓願によって、この体も元通りとなることだろう。」
そう言い終わるや、シビ王の体は元通りになり、天も人も皆これを見て歓喜した。そしてこれを見届け、真実の菩薩を見出した二人の天人は、天上界へと帰った。
『カター・サリット・サーガラ』では、鳩に変身したのはアグニではなくダルマ（神）となっている。

### バラモン・施眼
昔、シビという高徳の王がいた。彼は毎日のように多くの布施をしたが、そのうち常識的な布施では満足できなくなり、ついに自分自身を布施として人に与えたいと考えた。
サッカ（帝釈天）は王の意向を知ると盲目の老バラモンに変身し、「あなたは二つの眼を持っているから一つを私にください。」と願い出た。
王は心から喜んで二つ与えると言い、シーヴァカという名医を呼んで、眼を取り出すよう命じた。
都中から人が集まり、思いとどまらせようとしたが王の決心は変わらなかった。
シーヴァカは「眼を与えるというのは大変なことです。よくお考えください」と諌めた。
王は言った。「余はすでによく考えたのだ。ぐずぐずするな。もう話すことはない。」
シーヴァカが薬を王の右眼に塗ると、王の眼はまわりきりきりと痛んだ。
シーヴァカは言った。「よくお考えください。今なら元通りにできます。」
王は言った。「ぐずぐずするな。」
シーヴァカが再び薬を塗ると、王の眼は眼窩から外れ、より強い痛みが走った。
シーヴァカは言った。「よくお考えください。今なら元通りにできます。」
王は言った。「ぐずぐずするな。」
シーヴァカは三度目に薬を塗ると、王の眼は眼窩から飛び出し、筋によってかろうじてぶら下がっている状態になった。
シーヴァカは言った。「よくお考えください。今なら元通りにできます。」
王は言った。「ぐずぐずするな。」王の眼から血が流れ出て、王の衣服が血まみれになった。王は激痛をこらえ「ぐずぐずするな。」と言った。
シーヴァカは小刀で筋を切り取り、眼を取って王の手に置いた。
王は苦痛をこらえてバラモンを呼び、「一切を知る智慧の眼は、肉眼の百倍も千倍も好ましい。」と言いながら、その眼をバラモンに与えた。
バラモンはその眼を自分の眼窩に嵌め込んだ。
同じようにして、左眼もバラモンに与えると、バラモンは天上界に帰って行った。
間もなく王の傷は治癒し、苦痛もやんだ。
「眼の見えないものにとって王国が何になろう。王国を大臣たちにまかせて出家しよう。」と考え、御苑に行き、蓮池のほとりで結跏趺坐して自らの行った布施について瞑想していた。
するとサッカがやってきて、王の見事な布施の果報として、彼の両眼を生じさせた。しかもその眼は「真実の完成の眼」という超人的な能力を備えた眼であった。
王に両眼が生じると大勢の人々が集まってきた。サッカは人々の前で王を称賛し、天上界に去って行った。
王は国中の人々に、布施の優れた功徳を説いて聞かせた。それ以後、多くの人々が布施を行うようになり、死後にこぞって天上界に行ったので、天上界の人口過密になった。（『ジャータカ』No.499、『ジャータカマーラー』 2章）

### その他
シビ王があるバラモンの求めに応じて、自分の息子を殺して料理し、それをバラモンに差し出す。バラモンが「あなたが食べろ。」と言うと、シビ王は自らそれを食べようとする。バラモンは彼を讃え、息子は生返る。そのバラモンは実は創造主ブラフマーであった。（『マハーバーラタ』3.196）
シビ王が、善説を得るために羅刹（インドラ神）の求めに応じて、自分の肉を切って与え、ついには身体をすべて施与したが真実の力により体が元通りになった。
シビ王が、善説を得るために羅刹（インドラ神）の求めに応じて、千釘を打ち込んだ二枚の板の間で自分の身体を圧搾して、流れ出た血を与えたが、真実の力により体が元通りになった。